# Babado Novo
Babado Novo est un groupe de musique brésilien de musique axé. Créé en novembre 2001 à Bahia, le groupe ne tarde pas à conquérir un large public par ses concerts dans le Nord et le Nordeste du Brésil et sa participation à divers carnavals et micaretas. Ils reçurent notamment le prix Dodô e Osmar de révélation de l'année en 2003. 
Cláudia Leitte, fut la chanteuse du groupe jusqu'à 2008. Babado Novo regroupait Sérgio Rocha (guitare et violon), Buguelo (batterie), Alan Moraes (contrebasse), Luciano Pinto (clavier), Nino Bala e Durval Luz (percussions).
Le groupe est dissous en 2008 (février), quand la chanteuse partit pour une carrière solo accompagné de toute la bande. Mais le groupe s'est reformé en 2009 avec comme chanteur Guga et Igor.

## Discographie
- 2003 - Babado Novo
- 2003 - Sem Vergonha
- 2003 - Inevitavel
- 2005 - O Diario de Claudinha